# IC 4496
IC 4496 је лентикуларна галаксија у сазвјежђу Волар која се налази на листи објеката дубоког неба у Индекс каталогу.
Деклинација објекта је + 33° 24' 26" а ректасцензија 14h 43m 54,5s. Привидна величина (магнитуда) објекта IC 4496 износи 14,0 а фотографска магнитуда 15,0. IC 4496 је још познат и под ознакама MCG 6-32-90, CGCG 192-56, NPM1G +33.0319, PGC 52610.